# 루시우 테오필루 다 시우바
루시우 테오필루 다 시우바(포르투갈어: Lúcio Teófilo da Silva, 1984년 7월 2일) 또는 루시우는 브라질의 축구 선수로, 현재 ABC의 공격수이며, 울산 현대, 광주 FC 등에서 뛰었다. K리그 등록명은 루시오이다.